# Gotthelf Dietrich von Ende
Gotthelf Dietrich von Ende, auch Gotthilf Dittrich von Ende  (* 4. Juni 1726; † 13. Oktober 1798 in Stade) war ein deutscher Verwaltungsjurist und Minister.

## Leben

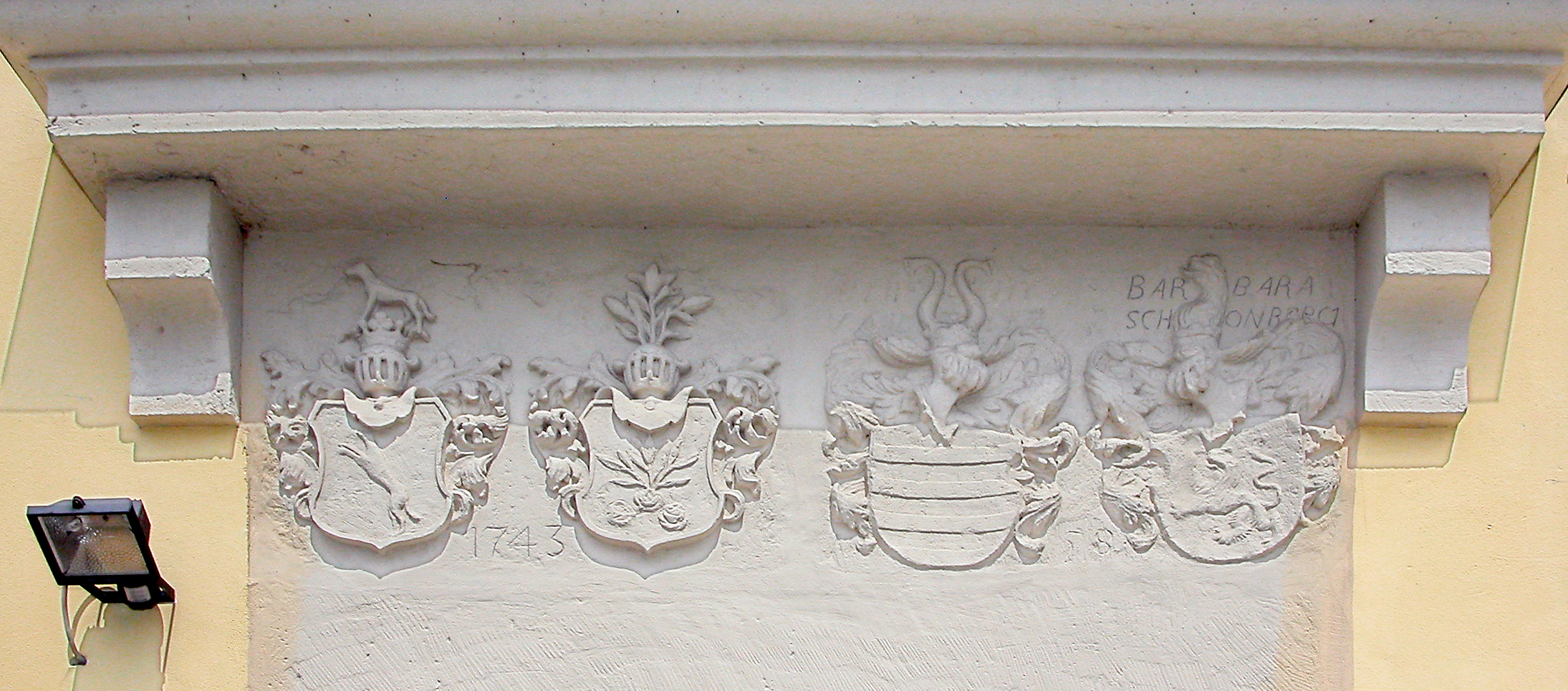
Wappen der Familie von Ende mit dem Wolf im und auf dem Wappen (ganz links) mit Jahreszahl 1743 am Herrenhaus Obermunzig

Gotthilf Dietrich von Ende wurde 1726 als Sohn des Kreishauptmanns im Meißnischen Kreis Gottlob Ferdinand von Ende († 31. März 1758) im Kurfürstentum Sachsen geboren, wo die Familie bis Mitte des 18. Jahrhunderts auf Taubenheim und in Munzig bei Meißen begütert war. Nach dem Besuch der Fürstenschule St. Afra in Meißen studierte er ab 1745 Rechtswissenschaften an der Universität Leipzig. Nach dem Studium und der ersten praktischen Berufsausbildung war er von 1764 bis 1782 als Regierungsrat und zuletzt ab 1782 Geheimer Rat Mitglied der Regierung des Hochstifts Osnabrück in Osnabrück, wo er mit Johann Wilhelm Riedesel zu Eisenbach zusammenarbeitete. Von 1782 bis zu seinem Tod war  er Vorsitzender Minister der Regierung von Bremen-Verden in Stade und zugleich Direktor der dortigen Justizkanzlei und des Hofgerichts. Im niedersächsischen war die Familie in Bierde begütert.

## Familie
Er heiratete am 29. Mai 1759 Johanna Adelheid Gräfin von der Schulenburg-Wolfsburg, eine Tochter des preußischen Generals Adolph Friedrich von der Schulenburg. Aus der Ehe der beiden sind unter anderen die Söhne Adolf und Friedrich Albrecht Gotthilf bekannter geworden.

## Schriften
Mitverfasser einer Monografie über
- Ludwig Anton Muratori über die Einbildungskraft des Menschen / Mit vielen Zusätzen herausgegeben von Georg Hermann Richerz, Universitätsprediger in Göttingen; gemeinsam mit Georg Hermann Richerz, Ernst August Wilhelm von dem Bussche; Carl Rudolph August von Kielmannsegge, Ludwig Friedrich von Beulwitz, Christian Ludwig August von Arnßwaldt, Detlev Alexander von Wenckstern, Johann Friedrich Karl von Alvensleben, Erster Theil, 1785 (Digitalisat)